# 布莱兹酮合成
布莱兹酮合成（Blaise ketone synthesis）指酰氯与有机锌试剂作用得到酮类。
亦可以用有机铜试剂代替有机锌。
反应综述：

## 变体

### 布莱兹-梅尔反应
用β-羟基酰氯作为底物，生成β-羟基酮，进一步用硫酸处理得到α,β-不饱和酮。